# Унгурјани
Унгурјани (Унгуреани, Власи брђани или Власи сточари) су једна од две основне етнографске групе Влаха који насељавају брдско-планинске територије западно од Мироча и Дели Јована.
Назив Унгурјани добили су јер су им се преци доселили из крајева који су у то време били под влашћу Унгура (Мађара).
Говоре браничевско-хомољским дијалектом влашког језика.
Мунћани су група Унгурјана који представљају прелаз између Влаха Унгурјана и Влаха Царана.